# Jasmín
Jasmín (Jasminum) je rod rostlin z čeledi olivovníkovité (Oleaceae). Jsou to šplhavé nebo vzpřímené keře se vstřícnými, jednoduchými nebo složenými listy. Květy jsou zpravidla bílé nebo žluté, řidčeji červené, vonné nebo nevonné. Jsou opylovány hmyzem. Plodem je bobule.
Rod zahrnuje v současném taxonomickém pojetí téměř 200 druhů a je rozšířen v Africe, Asii, Austrálii a Tichomoří.
Jediný evropský druh, jasmín křovitý, byl v roce 2014 spolu s dalšími devíti druhy přeřazen do nového rodu Chrysojasminum.
Jasmíny jsou známy především vůní svých květů. Jasmín arabský je stará kulturní rostlina, která byla pěstována již ve starověku. Další významné druhy jsou jasmín pravý a jasmín velkokvětý. Výtažek z květů těchto druhů patří mezi nejdražší vonné oleje. Má nezastupitelné místo v parfumerii a je složkou celé řady luxusních parfémů včetně známého Chanel No. 5. Je rovněž oblíbený v aromaterapii.
Jasmíny jsou v tropech a subtropech pěstovány jako ceněné okrasné dřeviny, některé druhy se však staly invazními rostlinami. Různé druhy jasmínu jsou využívány v asijské domorodé medicíně.
Jediným plně mrazuvzdorným druhem je poléhavý žlutě kvetoucí jasmín nahokvětý, který bývá pěstován jako převislý okrasný keř i v České republice. Jako jasmín bývá někdy lidově nazýván pustoryl (Philadelpus), který je v ČR pěstován podstatně častěji.

## Taxonomie
Rod Jasminum je v rámci čeledi Oleaceae řazen do tribu Jasmineae.
Výsledky fylogenetických analýz čeledi Oleaceae ukázaly, že tento rod je v klasickém pojetí polyfyletický, neboť v jeho vývojovém stromu je vmezeřen rod Menodora (26 druhů v Severní a Jižní Americe a jižní Africe). Proto byla v roce 2014 celá sekce Alternifolia rodu Jasminum přeřazena do samostatného rodu Chrysojasminum, který představuje bazální vývojovou větev daného tribu. Rod Chrysojasminum se vyznačuje kombinací střídavých listů a žlutých květů. Zahrnuje 10 druhů a je rozšířen od Středomoří po Indočínu a v tropické Africe. Patří do něj i jediný evropský jasmín, jasmín křovitý (Chrysojasminum fruticans, syn. Jasminum fruticans).

## Popis
Jasmíny jsou opadavé či stálezelené, vzpřímené či šplhavé keře, případně malé stromy. Větévky mohou být hranaté nebo oblé. Listy jsou vstřícné nebo výjimečně přeslenité (u druhů přeřazených do rodu Chrysojasminum střídavé), jednoduché, trojčetné nebo lichozpeřené, řapíkaté.
Květy jsou oboupohlavné, vonné či nevonné, uspořádané v latách, hroznech, chocholících, okolících nebo hlávkách.
Kalich je zvonkovitý, miskovitý nebo nálevkovitý, zakončený 4 až 16 laloky.
Koruna je bílá nebo žlutá, výjimečně červená nebo purpurová, kolovitá až nálevkovitá, se 4 až 16 laloky.
Tyčinky jsou dvě, přirostlé asi v polovině korunní trubky, mají krátké nitky a nevyčnívají z květů.
Semeník je srostlý ze dvou plodolistů, v každé komůrce je jedno nebo dvě vajíčka. Čnělka je nitkovitá a nese hlavatou nebo dvoulaločnou bliznu. Častá je heterostylie. Plodem je bobule nebo souplodí dvou bobulí. Výjimečně jsou plody suché (např. u jasmínu nahokvětého).

## Zástupci
- jasmín arabský (Jasminum sambac), syn. jasmín sambakový
- jasmín bleděrůžový (Jasminum × stephanense, J. beesianum × officinale)
- jasmín křovitý (Chrysojasminum fruticans, syn. Jasminum fruticans)
- jasmín mnohokvětý (Jasminum polyanthum)
- jasmín nahokvětý (Jasminum nudiflorum)
- jasmín nízký (Chrysojasminum humile, syn. Jasminum humile)
- jasmín Parkerův (Chrysojasminum parkeri, syn. Jasminum parkeri)
- jasmín pravý (Jasminum officinale)
- jasmín růžokvětý (Jasminum beesianum), syn. jasmín čínský
- jasmín velkokvětý (Jasminum grandiflorum)
- jasmín vonný (Chrysojasminum odoratissimum, syn. Jasminum odoratissimum)[5]

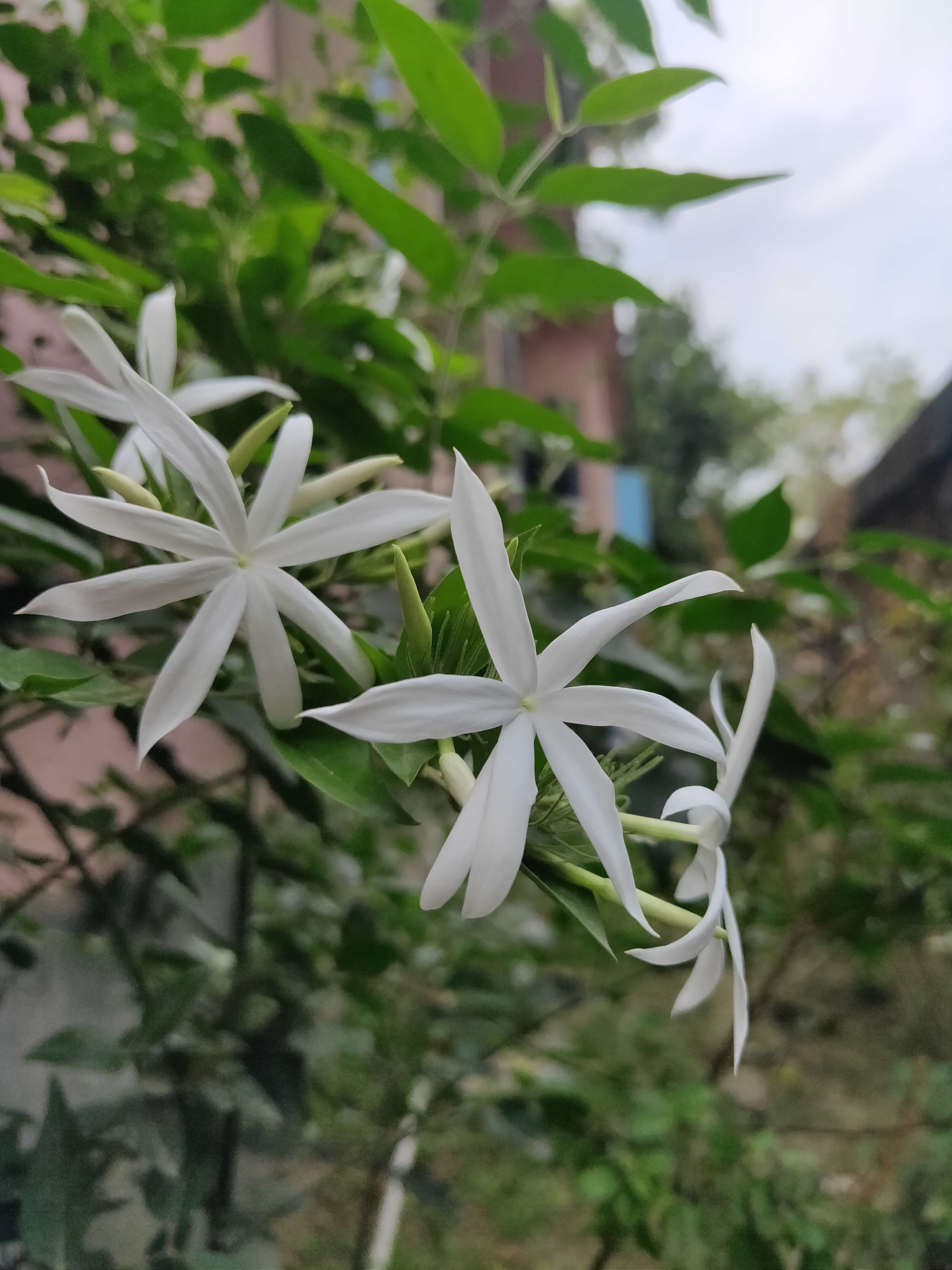
Kvetoucí jasmín Jasminum multipartitum
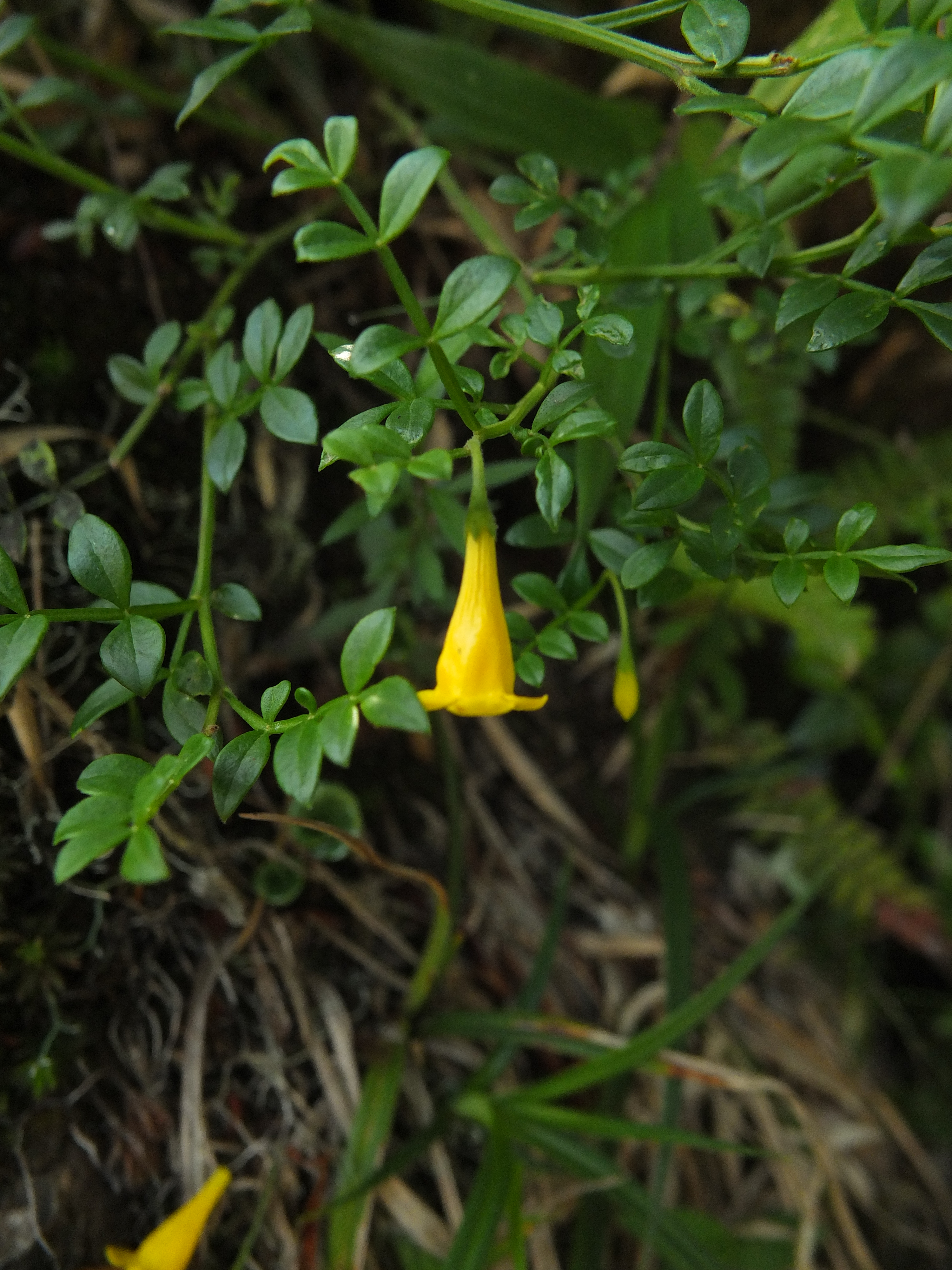
Neobvykle kvetoucí Jasminum bignoniaceum
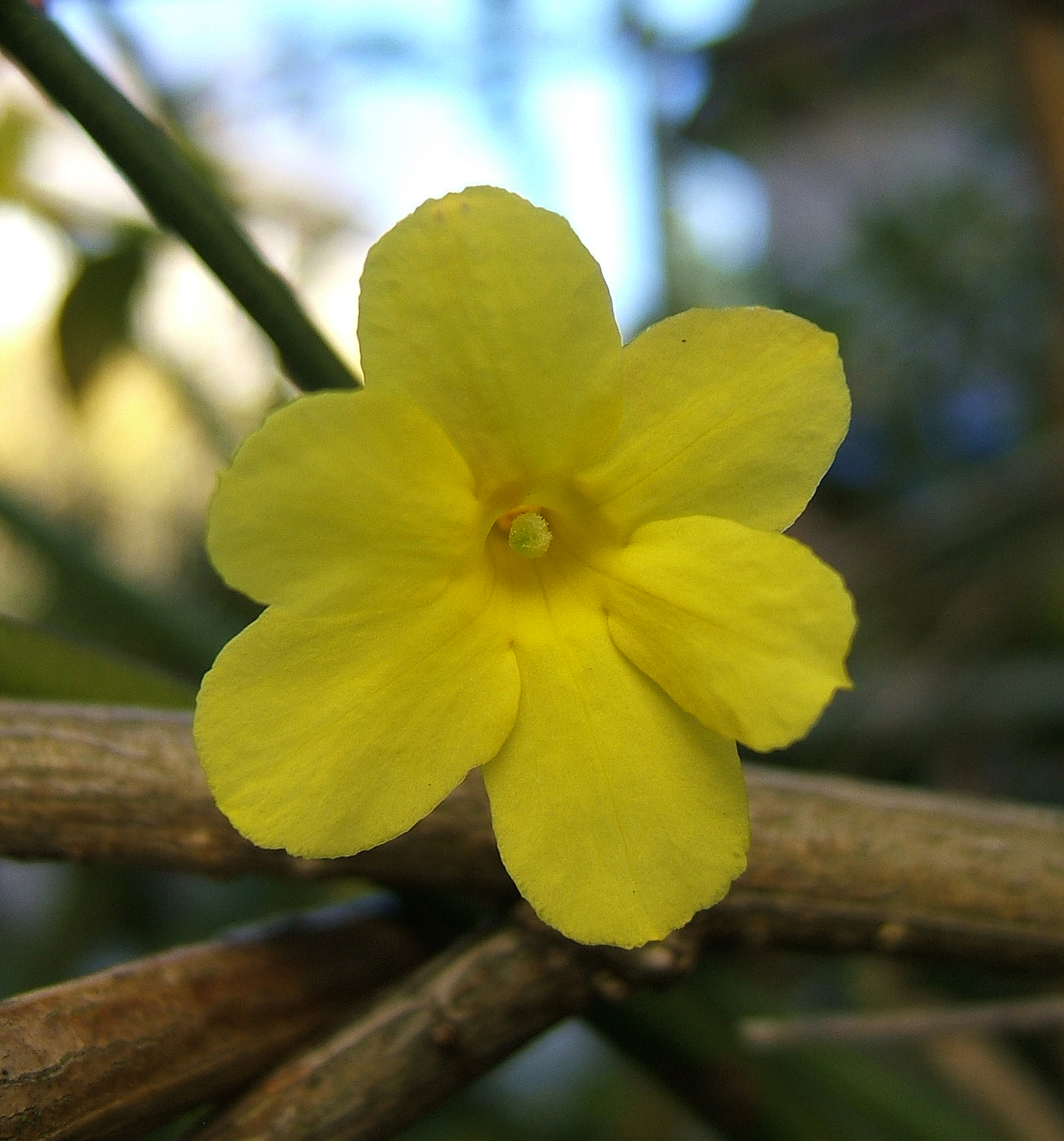
Květ jasmínu nahokvětého
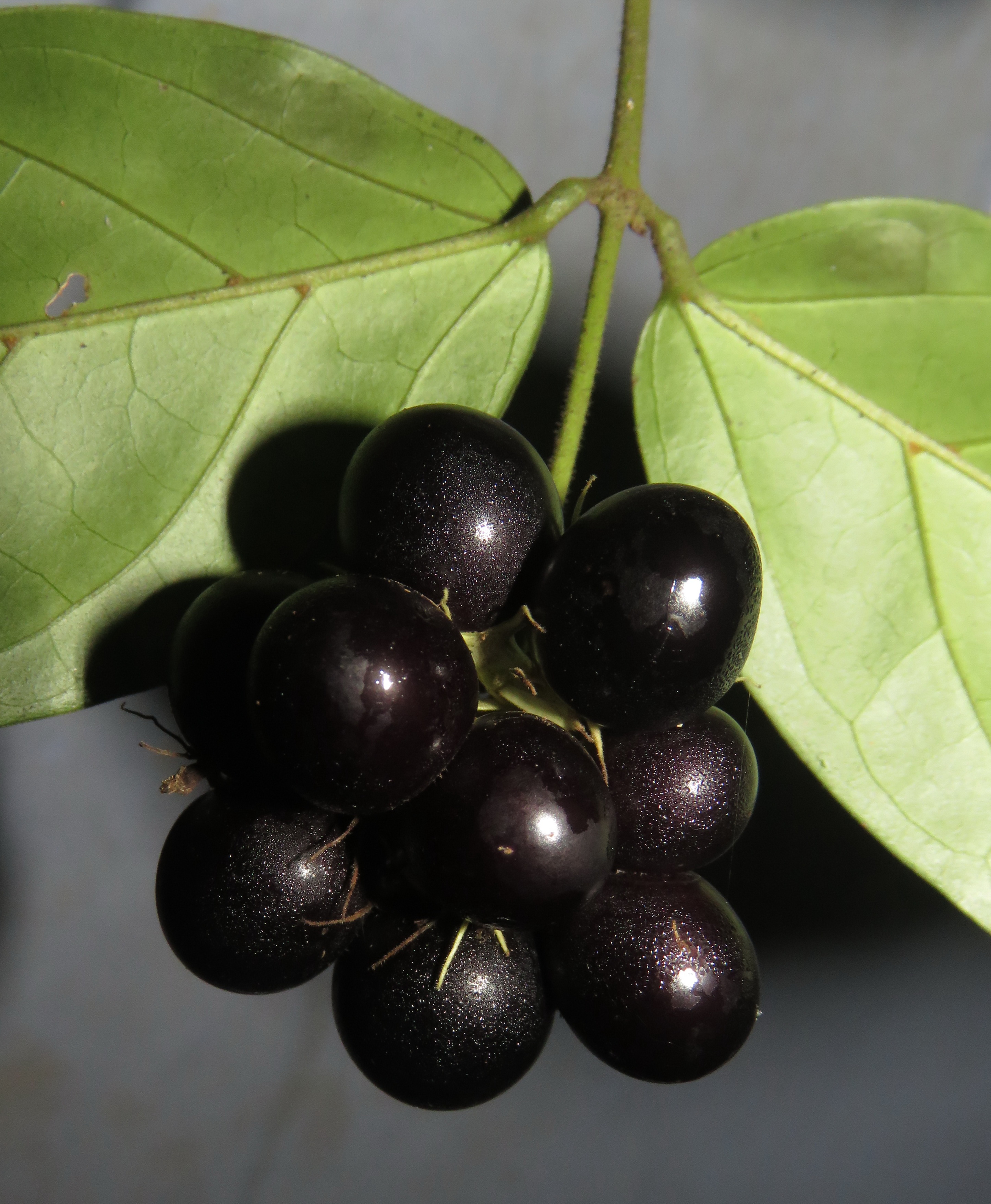
Plodenství Jasminum coarctatum

## Obsahové látky a jedovatost
Při toxikologických studiích jasmínu pravého a jasmínu čínského nebyla zjištěna prokazatelná toxicita. Jasmíny nefigurují ani na seznamech jedovatých rostlin a užívání přinejmenším druhů tradičně pěstovaných lze považovat za bezpečné. Byly popsány řídké případy kontaktní dermatitidy po aplikaci výtažku z jasmínu velkokvětého nebo jasmínu pravého. Za alergenní látku je považován linalool, eugenol nebo benzylacetát. Rovněž jasmon, obsažený v jasmínu arabském, má dráždivé účinky na kůži.
V některých druzích jasmínu, pocházejících z Austrálie a Nové Guineje, byl zjištěn obsah isochinolinového alkaloidu jasmininu.
Složení extraktu z jasmínu velkokvětého a jasmínu arabského je značně odlišné. Z deseti nejvíce zastoupených složek jsou pouze dvě (benzylacetát a linalool) obsaženy v obou extraktech.
Silice z jasmínu arabského obsahuje více než 100 různých prchavých složek, z nichž nejdůležitější jsou benzylacetát, linalool, benzylalkohol, indol, benzylbenzoát a cis-jasmon. Hlavními složkami výtažku jasmínu pravého jsou benzylacetát, benzylbenzoát, isofytol, fytol, fytolacetát, linalool a methyljasmonát. Obsah surové silice v květech je asi 3 %.

## Ekologická interakce
Květy jasmínu jsou opylovány hmyzem sbírajícím nektar nebo pyl. Hlavními opylovači evropského jasmínu křovitého jsou různí blanokřídlí, zejména včely rodu Anthophora a Melecta a čmeláci. U tohoto druhu je podobně jako u řady jiných druhů vyvinuta dvoučnělečnost k zabránění samoopylení.
Květy jasmínu arabského mají poměrně dlouhou květní trubku a jsou opylovány hmyzem s dlouhým sosákem, jako jsou například dlouhozobky. Paleta hmyzích návštěvníků na květech je však širší a zahrnuje i různé brouky, mravence aj. Na květech Jasminum angustifolium byli pozorováni zejména různí denní motýli. Květy některých druhů včetně jasmínu pravého nejintenzivněji voní za soumraku a jejich hlavními opylovači jsou můry.
Jasmíny jsou živnými rostlinami řady druhů nočních motýlů, zejména lišajů. Z druhů rozšířených i v Evropě na jasmínech žijí housenky lišaje smrtihlava a lišaje oleandrového, v Asii i housenky dalších druhů rodu lišaj (Acherontia lachesis, A. styx), dále z lišajovitých Cephonodes picus a Psilogramma menephron, v Africe dále Coelonia fulvinotata.
V Brazílii přijímají jasmín jako alternativní živnou rostlinu i bizarní housenky můry Phobetron hipparchia z čeledi slimákovcovití a martináči rodu Automeris. V Africe se jasmínem živí martináč Holocerina smilax.

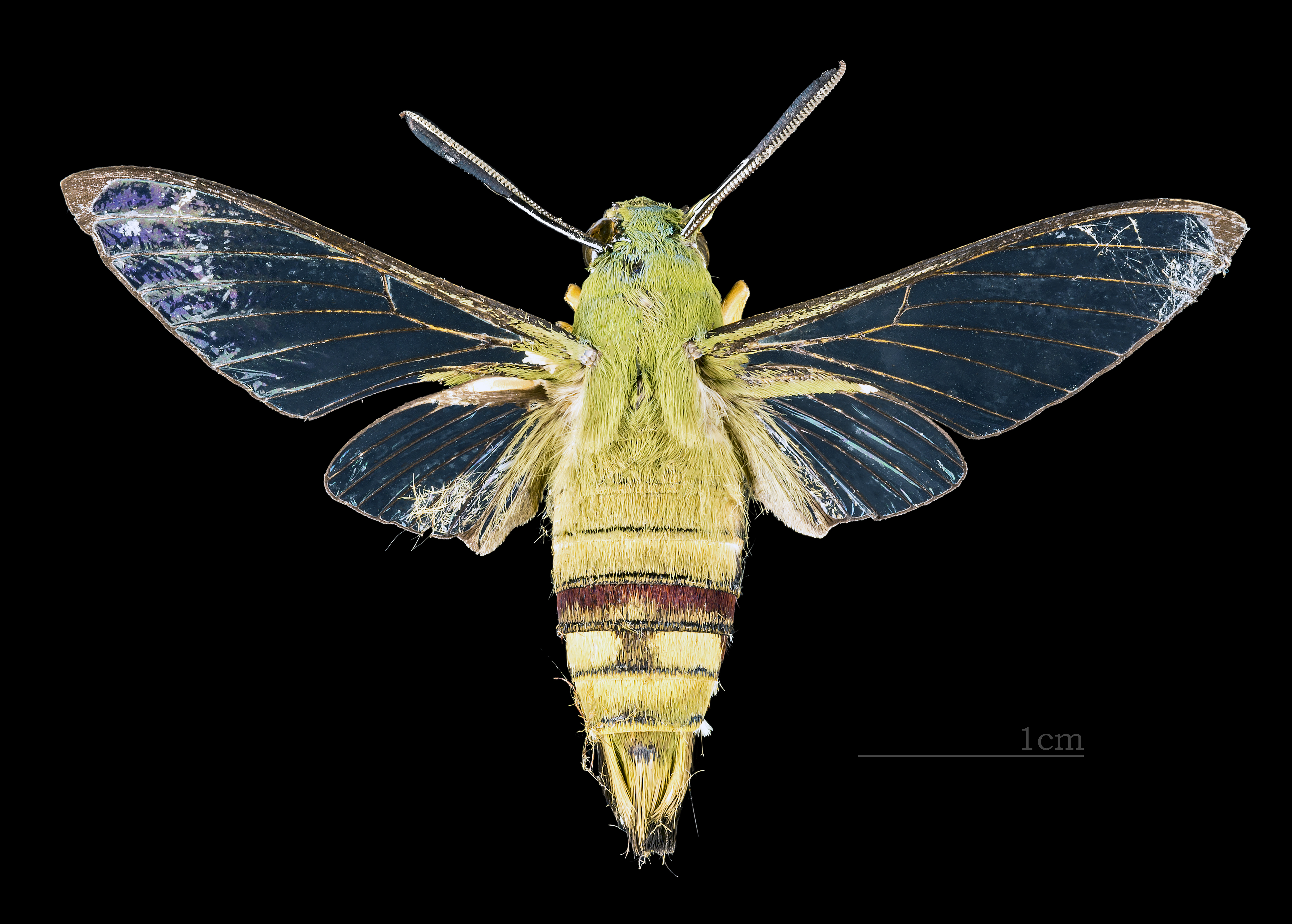
Asijský lišaj Cephonodes picus
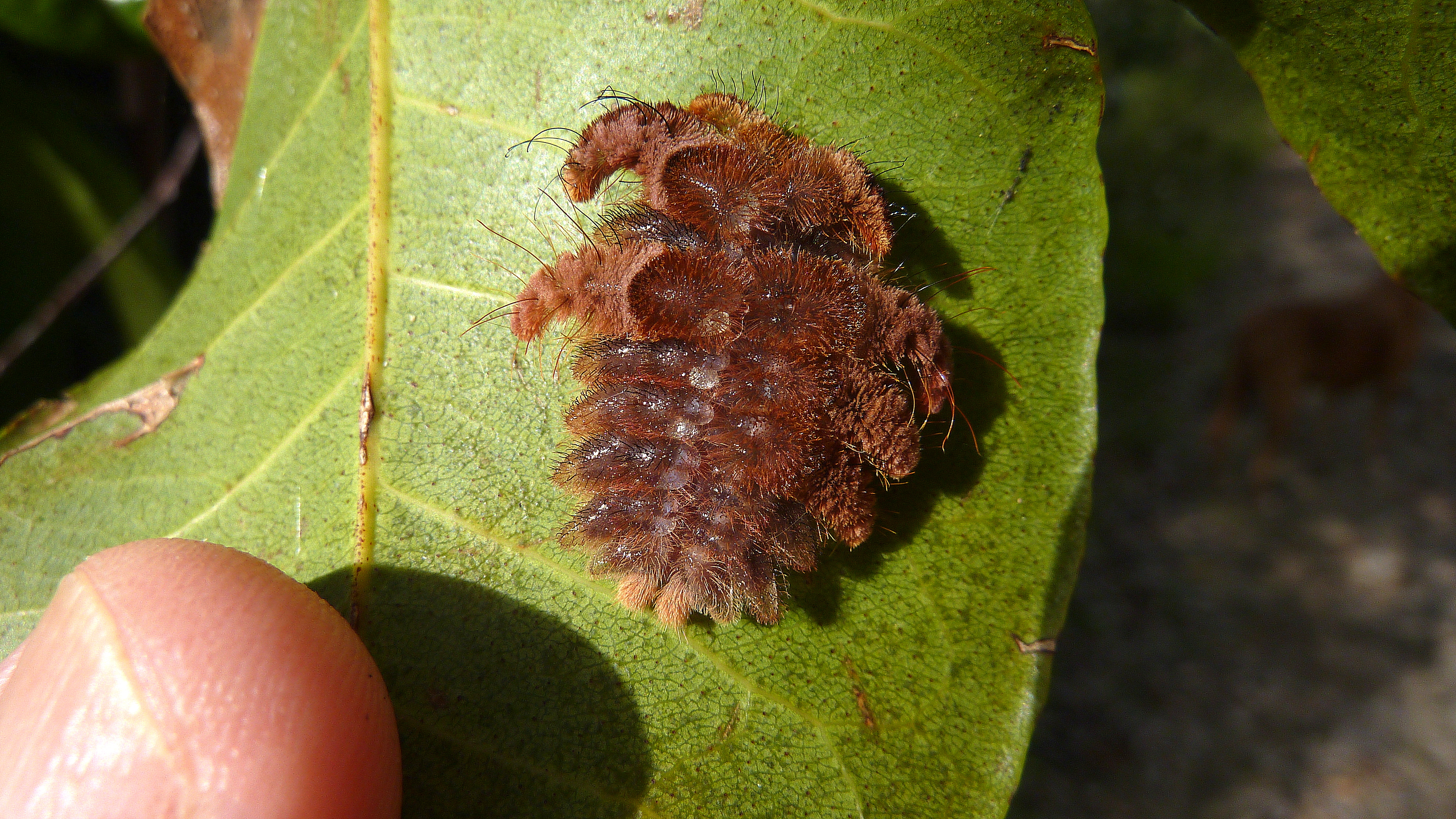
Housenky můry Phobetron hipparchia
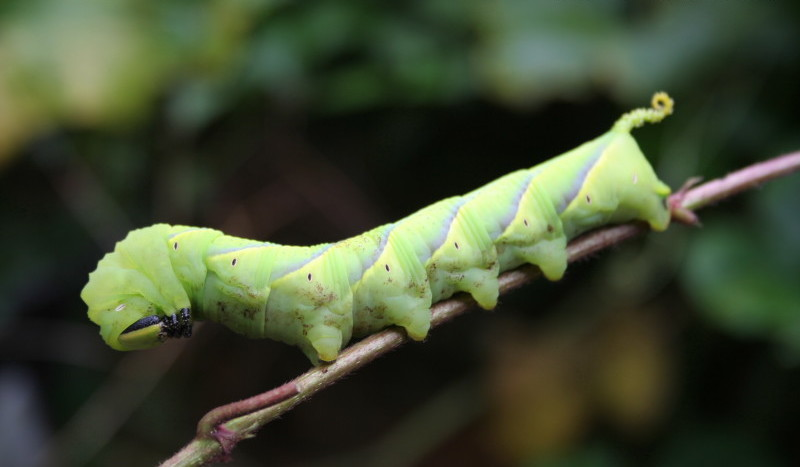
Housenka lišaje Acherontia lachesis

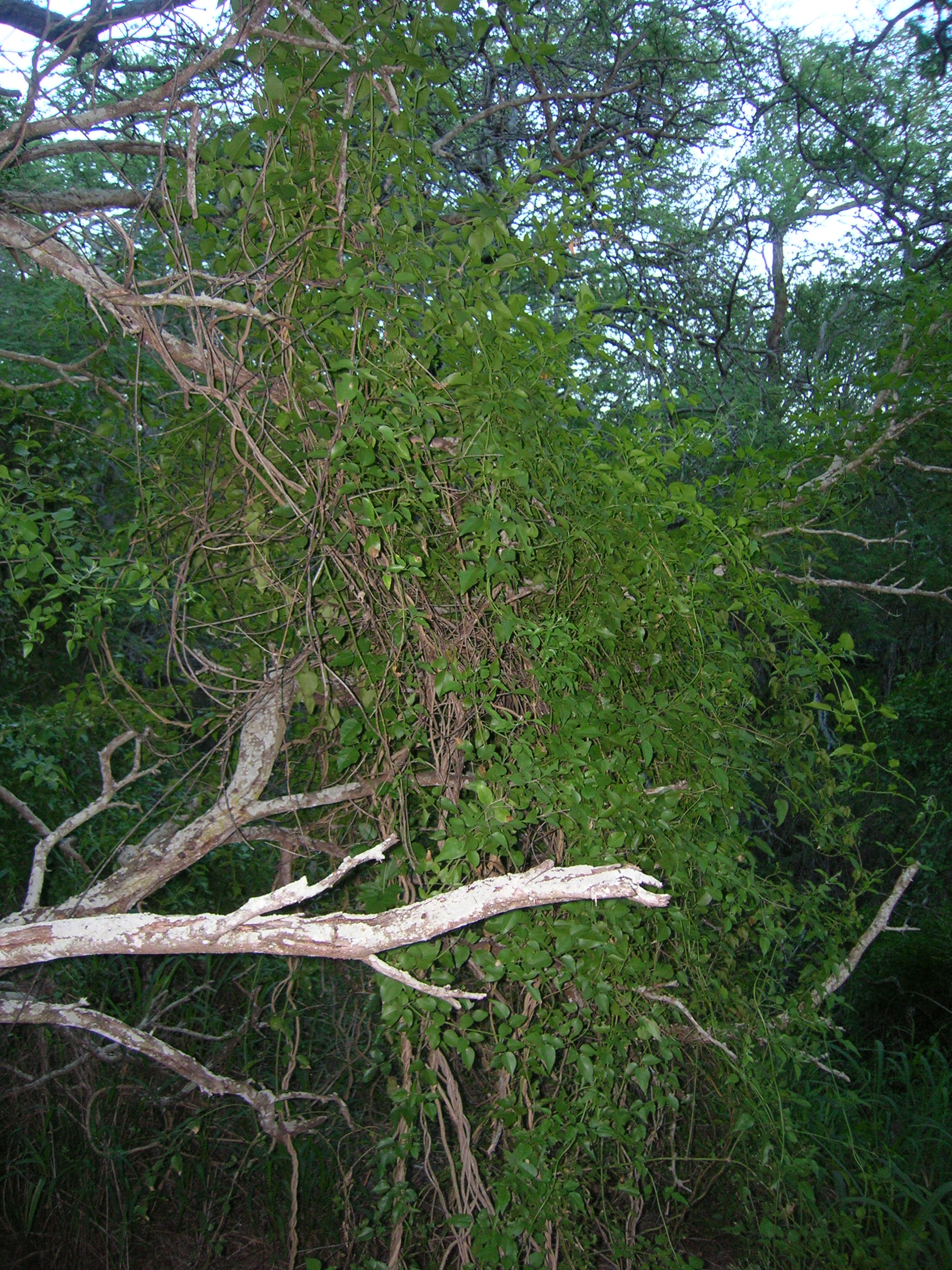
Jasmín Jasminum fluminense jako invazní rostlina na Havaji

## Invazivita
Některé druhy jasmínu, vysazované v tropech a subtropech jako okrasné či užitkové rostliny, se staly invazními rostlinami. Agresivně se šířícím druhem je zejména Jasminum fluminense, pocházející z tropické Afriky a známý jako „brazilský jasmín”, neboť byl poprvé popsán z Brazílie, kam byl zavlečen portugalskými dobyvateli. Na jižní Floridě tento druh kolonizuje podrost původních listnatých lesů a vytlačuje původní druhy rostlin. Na seznamech nežádoucích rostlin je zařazen též na Havaji, Bahamách, Portoriku a Dominikánské republice. Obdobným invazním druhem je i západoafrický jasmín Jasminum dichotomum. Bobule těchto druhů konzumují ptáci a mývalové, kteří v trusu rozšiřují semena. Na Floridě je invazním druhem i jasmín arabský.

## Kulturní druh jasmínu a původ názvu

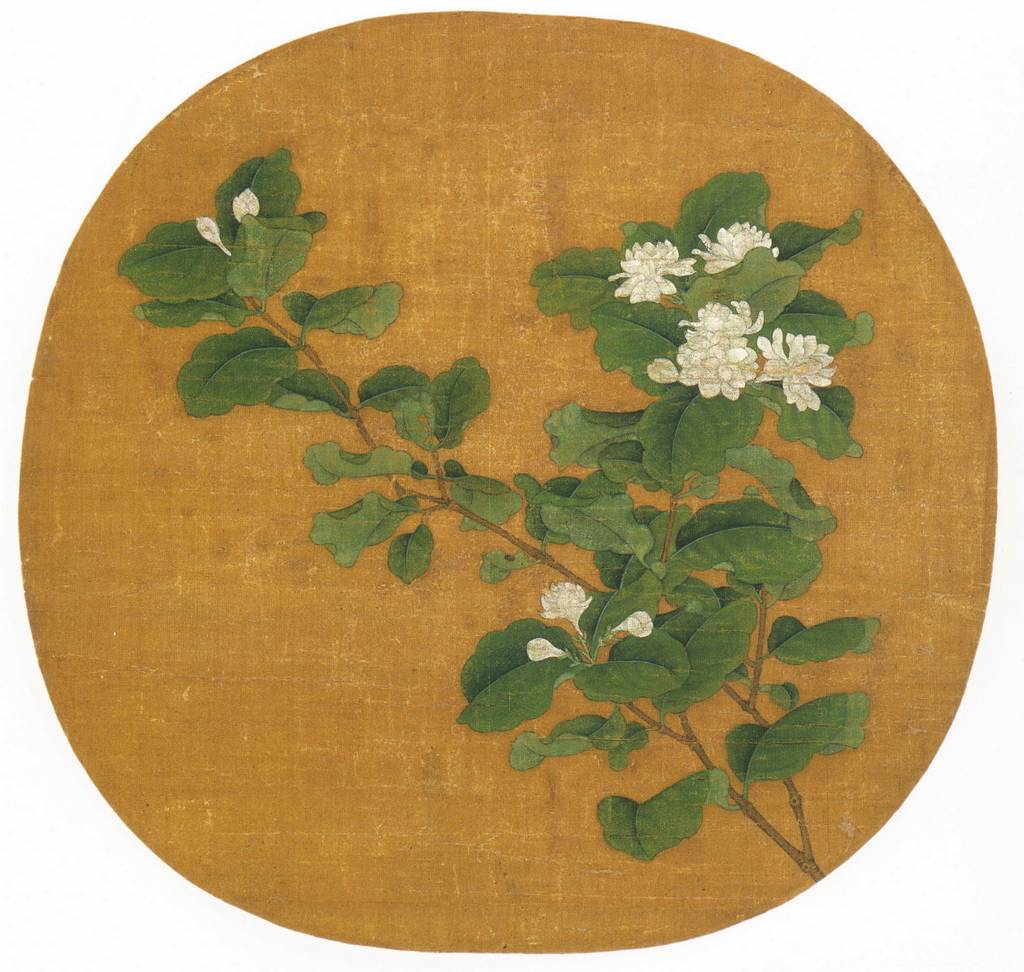
Malba jasmínu na hedvábí, pocházející z Číny z 12. století

Nejstarším kulturním druhem jasmínu je jasmín arabský (Jasminum sambac), jehož vonné květy byly využívány již ve starověku. Jeho původ není s jistotou známý. Zpravidla bývá kladen do oblasti Íránu nebo Himálaje.
Slovo jasmín či Jasminum má zřejmě kořeny ve staré perštině (یاسمین, jásman), ze které se přes arabštinu (jásemín) dostalo do řečtiny a latiny.
Kolem roku 1000 před naším letopočtem byl jasmín převezen přes Rudé moře do starověkého Egypta, kde byly jeho květy používány do girland, koupelí a při stolování. Odtud se pak dostal do Turecka a Řecka.
Do Číny se jasmín dostal po hedvábné stezce. Velké oblibě se těšil u císařů dynastie Sung (960 až 1279 n. l.). Z tohoto období také pochází tradice, jíž je provonění zeleného čaje květy jasmínu. V 15. století byl vysazován v královských zahradách v Afghánistánu, Nepálu a Persii.
V Evropě se jasmín zřejmě poprvé objevil na přelomu 16. a 17. století, kdy jej dovezli Maurové do Španělska ze severní Afriky. Jeho obliba se rychle rozšířila i do Francie a Itálie. V 17. století byly již květy jasmínu dováženy do Španělska ve velkém množství. Do Velké Británie byl dovezen koncem 17. století.
První komerční pěstování jasmínu na evropském kontinentu započalo ve jihofrancouzském voňavkářském centru Grasse, které bylo založeno v 17. století. Zde byl pěstován jasmín velkokvětý. Firma Chanel zde provozuje plantáže pro vlastní produkci parfémů dodnes.

## Význam
Jasmínový extrakt je velmi ceněný a náleží mezi nejdražší vonné oleje. Je získáván zejména z jasmínu pravého, jasmínu velkokvětého a jasmínu arabského, řidčeji i z jiných druhů, jako Jasminum auriculatum, Jasminum simplicifolium (syn. J. gracile) a Jasminum multiflorum (syn. J. gracillimum).
Různé oblasti pěstování poskytují extrakt s poněkud odlišnými tóny aromatu. Zabarvení vůně se také mění v závislosti na koncentraci výtažku.
Vůně jasmínu je v literatuře jednou z nejopěvovanějších vůní. Bývá popisována takovými slovy jako nebeská, exotická, nádherná, smyslově bohatá, svrchovaně smyslná, intenzivní, mírně opojná, narkotická, teplá s tóny zelených listů či ovocnými podtóny, iluzivní, sladká a teplá. Již po staletí je základním kamenem parfumerie. Spolu s růžovou silicí je extrakt z jasmínu považován za základní kámen voňavkářského průmyslu a v nějaké míře je obsažen ve většině kvalitních parfémů. Náleží mezi základní složky nejdražších parfémů, jako je Clive Christian Imperial Majesty, Joy By Jean Patou, Chanel No. 5 nebo Poivre by Caron i celé řady klasických francouzských parfémů.

### Komerční pěstování a výroba vonného oleje

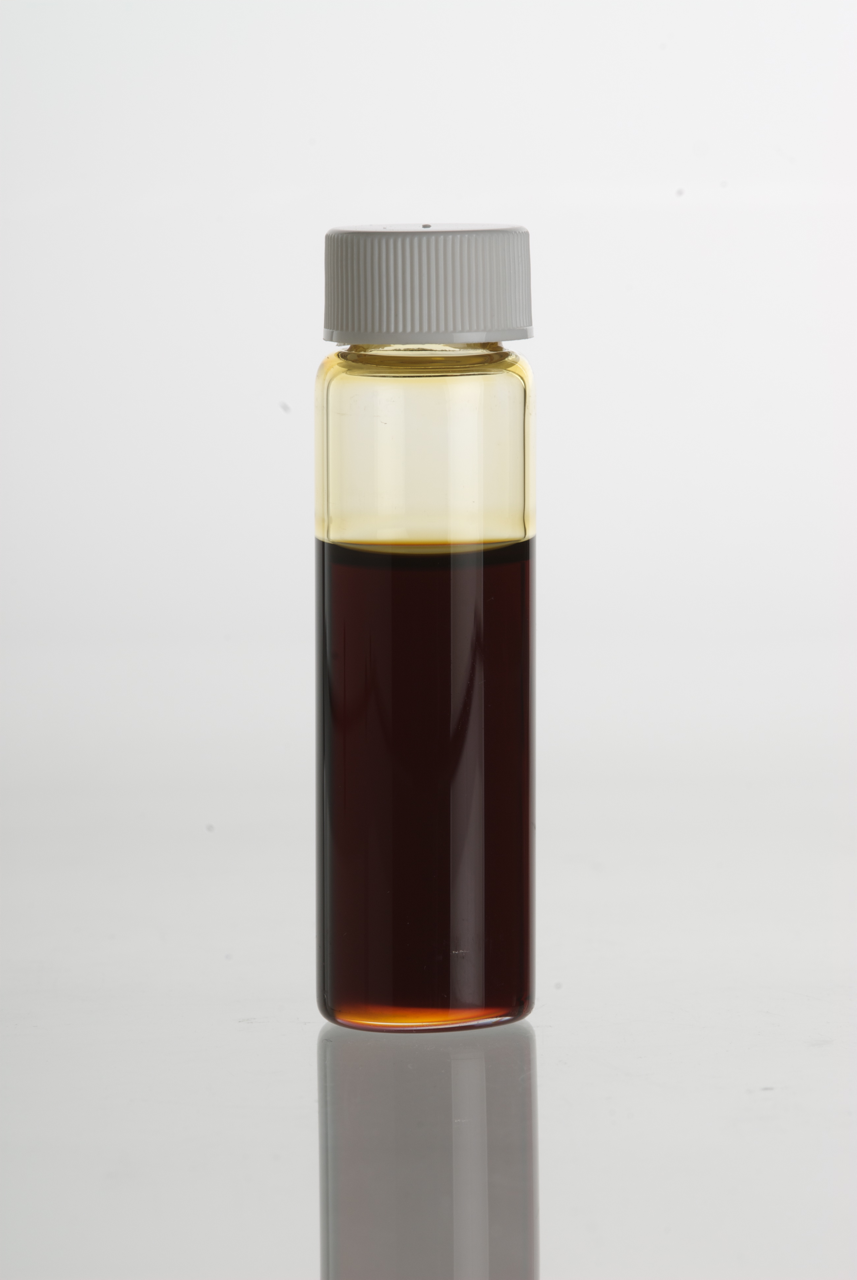
Jasmínový výtažek neboli absolue

V průmyslovém měřítku je k výrobě jasmínového oleje pro parfumerii nejdůležitější jasmín velkokvětý a jasmín pravý. Oba druhy jsou si blízce příbuzné (někdy je jasmín velkokvětý uváděn jen jako varieta jasmínu pravého) a rovněž složení silic je obdobné. K získání jasmínového oleje nelze na rozdíl od většiny jiných vonných olejů použít destilaci, neboť zahříváním dochází k rozkladu obsažených látek. Nejedná se tedy o silici (esenciální olej) v pravém smyslu slova, nýbrž o koncentrovaný výtažek či výluh, který se v parfumerii a aromaterapii nazývá absolue.
Tradičně byl jasmínový výtažek získáván macerací květů v tuku (tzv. enfleuráž). Květy se skládaly do tuku mezi tabule skla a po třech dnech byly vyměňovány za čerstvé. Jednalo se o zdlouhavý a pracný způsob, který trval až měsíc. Vonné esence byly posléze z tuku vyluhovány alkoholem.
V současnosti[kdy?] je více než 98 % vyráběného extraktu získáváno procesem, při němž jsou květy nejprve vylouhovány hexanem. Po odpaření rozpouštědla se získá tuhý produkt máslovité konzistence, známý jako jasmínový koncentrát (jasmine concrete). Ten se buď prodává jako polotovar, nebo je dále zpracováván na jasmínové absolue. Zpracování spočívá v opakovaném vyluhování ethanolem za nízkých teplot, při němž dojde k oddělení vonných substancí od ostatních látek, jako jsou vosky, mastné kyseliny a jejich estery. Po jejich odfiltrování je alkohol odpařen.
Vůně moderně extrahované silice není považována za tak plnou jako v případě tradiční macerace v tucích, což je vysvětlováno tím, že v květech macerovaných v tuku dále probíhají metabolické procesy a vznikají další vonné látky, kdežto při extrakci hexanem dochází okamžitě k jejich umrtvení a vyluhují se pak pouze ty látky, které v nich byly aktuálně obsaženy.
Většina jasmínu k produkci výtažku pochází z plantáží v Egyptě a Indii, v menším rozsahu se pěstuje i v Maroku, Alžírsku, Jihoafrické republice, Francii a Itálii. Květy se sbírají v nočních hodinách, kdy je obsah vonných substancí nejvyšší. Roční výtěžek květů z jednoho hektaru plantáže jasmínu je asi 2,7 t na hektar, tedy asi 270 g na metr čtvereční. Zkušený sběrač je schopen sebrat 10 000 až 15 000 květů za noc. Květy jsou ukládány do speciálních košů a je třeba je co nejdříve dopravit ke zpracování. K produkci 1 ml absolue je zapotřebí asi 8 000 květů.

### Aromatizace čaje a potravin
Květy jasmínu arabského jsou tradičně v Číně používány k ovoňování zeleného čaje. Nejkvalitnější jasmínové čaje se vyrábějí tak, že se v teplé místnosti pod plata se zeleným čajem nasunou plata s jasmínovými květy. Květy jsou několikrát vyměněny a čaj postupně nasaje delikátní, jemnou vůni jasmínu. Takto se vyrábějí nejkvalitnější a také nejdražší jasmínové čaje. Levnější druhy se připravují smísením čaje s jasmínovými květy a jejich pozdějším odstraněním. Někdy se k aromatizaci používá i jasmínový olej nebo různé náhražky. Mimo zeleného čaje jsou občas jasmínem aromatizovány i čaje bílé, černé nebo oolongy. Jasmínem se v Asii ovoňují také různé dezerty, delikátní pečivo a rýže.

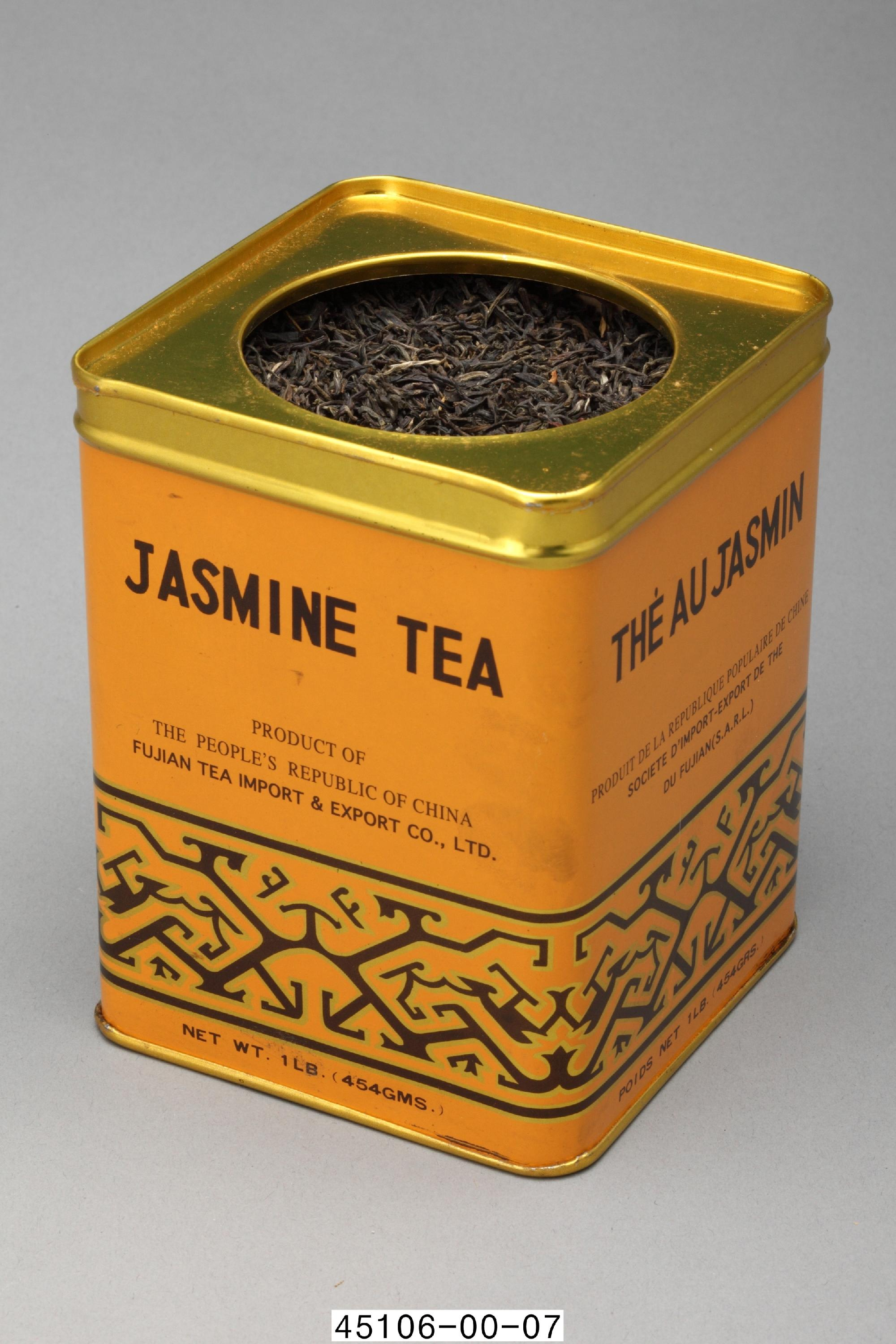
Plechovka s jasmínovým čajem
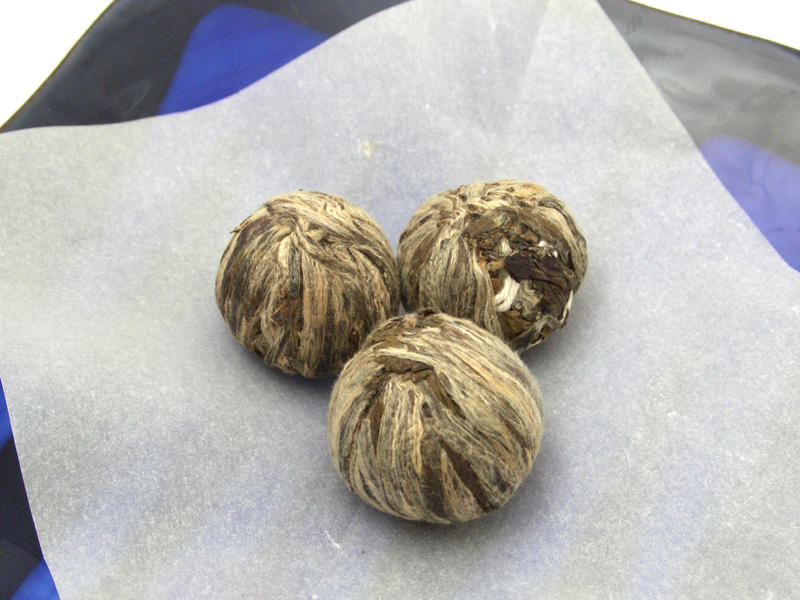
Čínský zelený jasmínový čaj
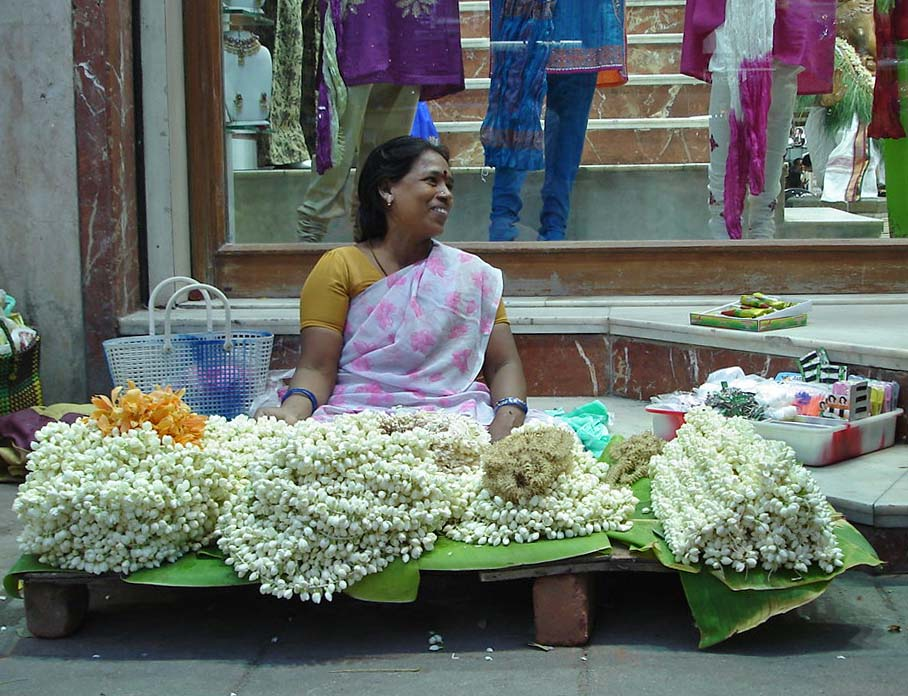
Prodej jasmínových květů na tržišti v Indii

### Lékařství a aromaterapie
Jasmíny mají bohaté využití v asijské tradiční medicíně.
Kořen jasmínu arabského je v čínské medicíně používán při léčení bolestí hlavy a nespavosti a ke zmírnění bolestí při zlomeninách kostí a vykloubených kloubech. Na Borneu je odvar z mladých listů podáván proti žlučovým kamenům.
Čerstvé kořeny se v Indii jedí při pohlavních chorobách. Listy mají protizánětlivý účinek a přikládají se na kůži při kožních chorobách. Obklady slouží též na různá poranění, bolavé oči a proti parazitům. Odvar z listů a kořene je podáván při horečce. Dalším významným druhem v indické medicíně je Jasminum auriculatum, který je používán i ve veterinární medicíně, a Jasminum multiflorum. Z dalších druhů je využíván jasmín velkokvětý a druhy Jasminum angustifolium a Jasminum arborescens.
Účinnost vdechování výtažku z jasmínu pravého byla potvrzena při ošetřování horké suché kůže a různých kožních chorob, bolestech v krku a laryngitidě, infekcích močového ústrojí, depresi, úzkostech a endometrióze. Působí také jako tonikum na funkci dělohy a zesiluje porodní stahy.
V aromaterapii je jasmín oblíbený jako prostředek uvolňující tělo i mysl, povznášející náladu a rozpouštějící emoční blokády. Používají se buď čisté květy, extrakt nebo ovoněné svíce či vonné tyčinky.

### Jasmín jako okrasná rostlina

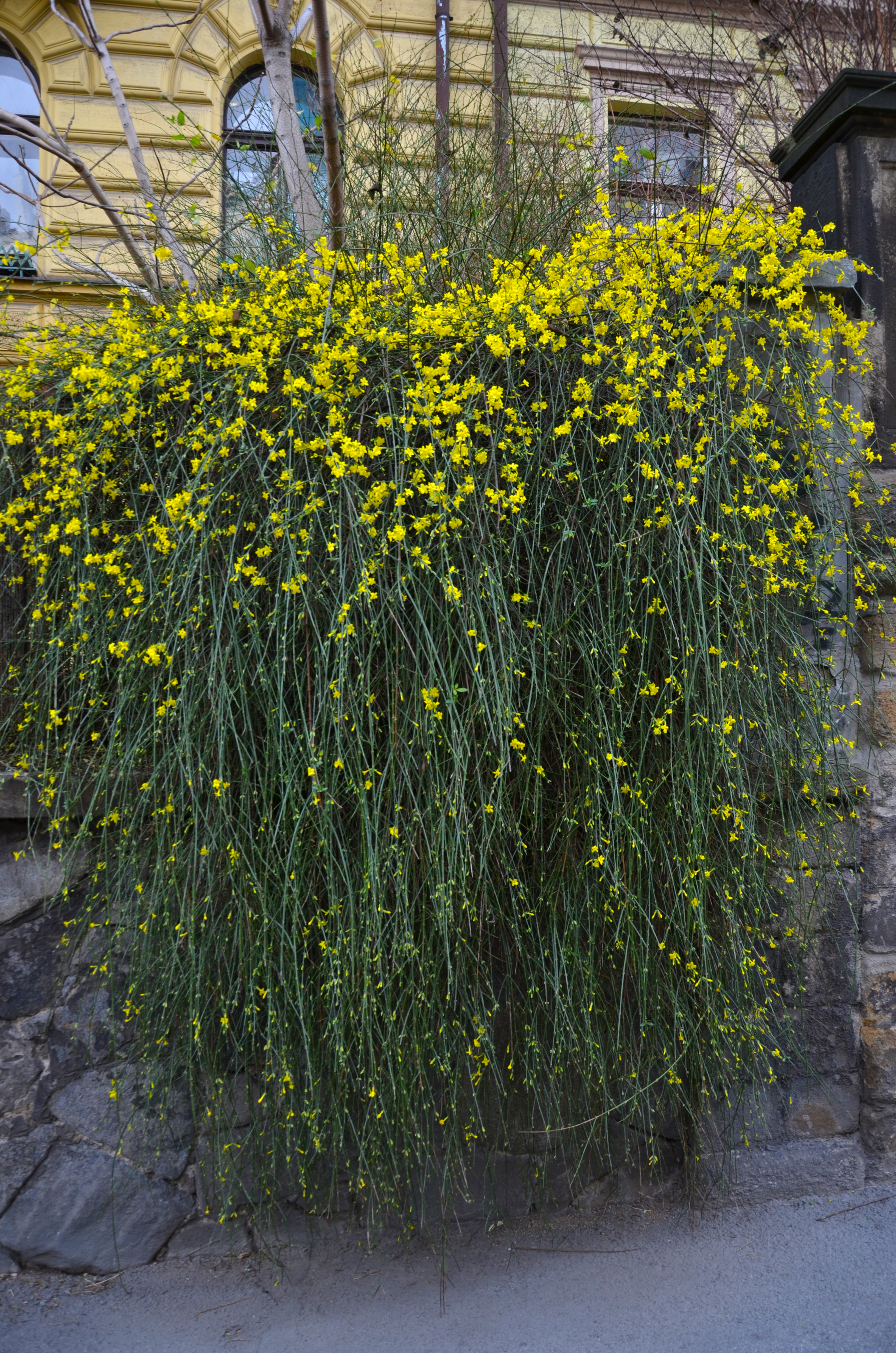
Bohatě kvetoucí jasmín nahokvětý

Jasmíny jsou v tropech a subtropech pěstovány jako ceněné okrasné dřeviny. Mezi běžněji pěstované druhy náleží zejména jasmín pravý, jasmín arabský a druhy Jasminum nitidum a Jasminum laurifolium. Jasmín arabský je pěstován i v plnokvětých kultivarech, které však netvoří semena a množí se pouze vegetativně.
V podmínkách střední Evropy není většina druhů zimovzdorná. Jediným v České republice běžněji pěstovaným druhem je jasmín nahokvětý, který je vysazován jako žlutě kvetoucí okrasný keř, nápadný zimním kvetením a převislými zelenými větévkami. Ostatní zimovzdorné druhy jsou choulostivější, bývají pěstovány výjimečně a lze se s nimi setkat spíše ve sbírkách botanických zahrad a arboret. Náleží mezi ně zejména jasmín nízký (Chrysojasminum humile, syn. Jasminum humile) a jasmín křovitý (Chrysojasminum fruticans, syn. Jasminum fruticans). Na chráněných stanovištích teplejších poloh lze pěstovat i některé růžově kvetoucí druhy, jako je jasmín růžokvětý (Jasminum beesianum) a jeho kříženec s jasmínem pravým, jasmín bleděrůžový (Jasminum × stephanense).
Asijský jasmín mnohokvětý (J. polyanthum) bývá pěstován jako pohledná pokojová popínavá rostlina.

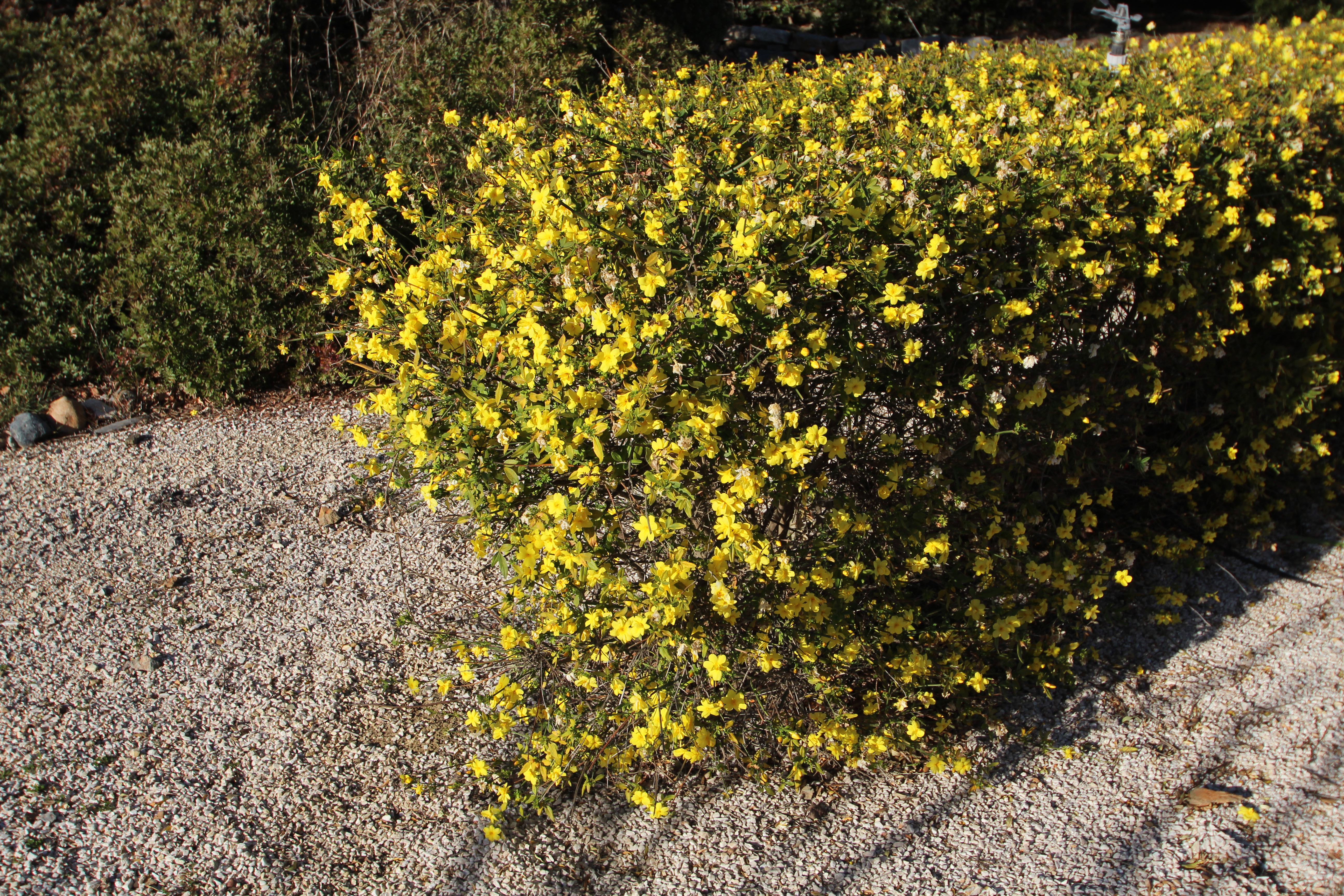
Živý plot z asijského jasmínu Jasminum mesnyi
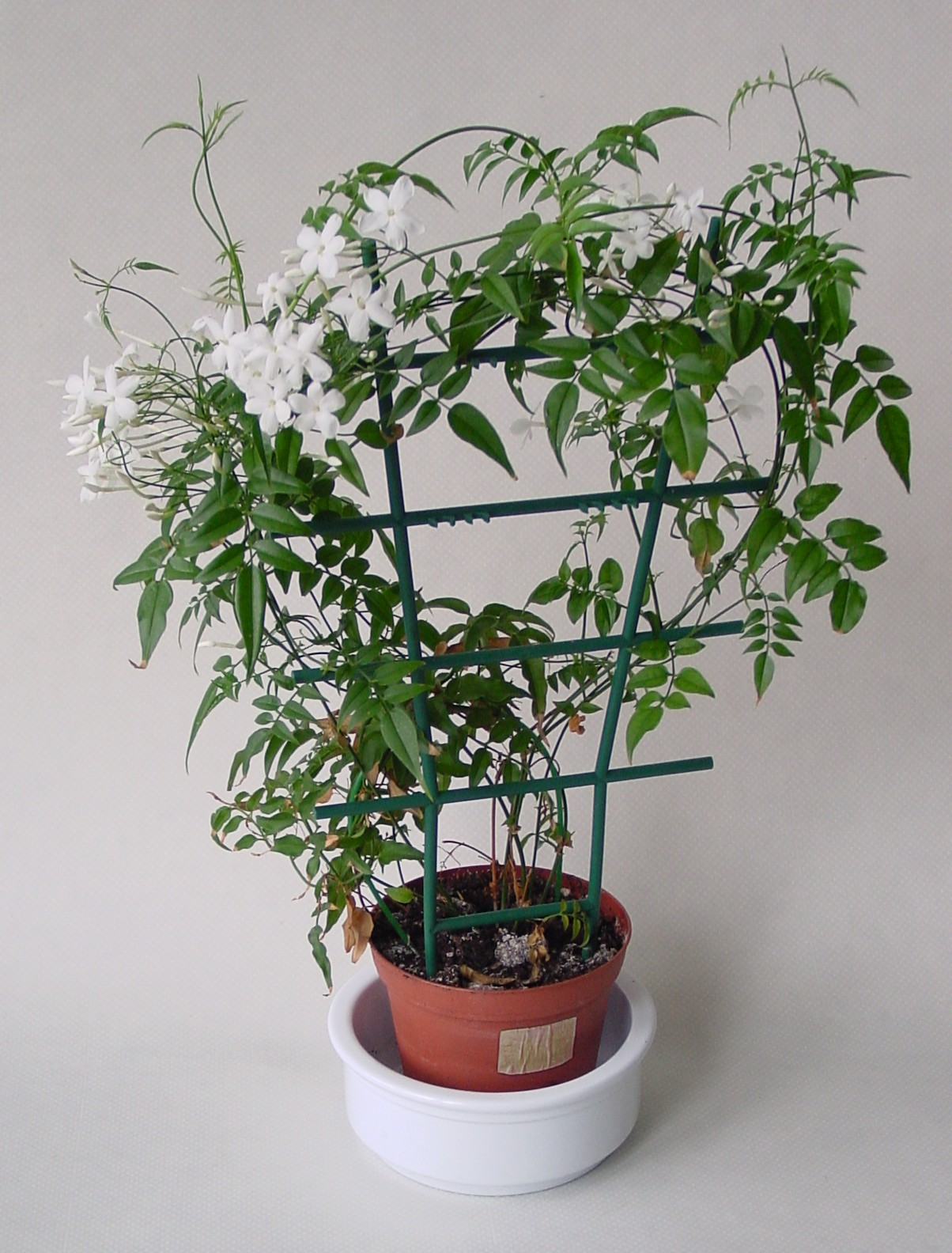
Jasmín mnohokvětý jako pokojová rostlina
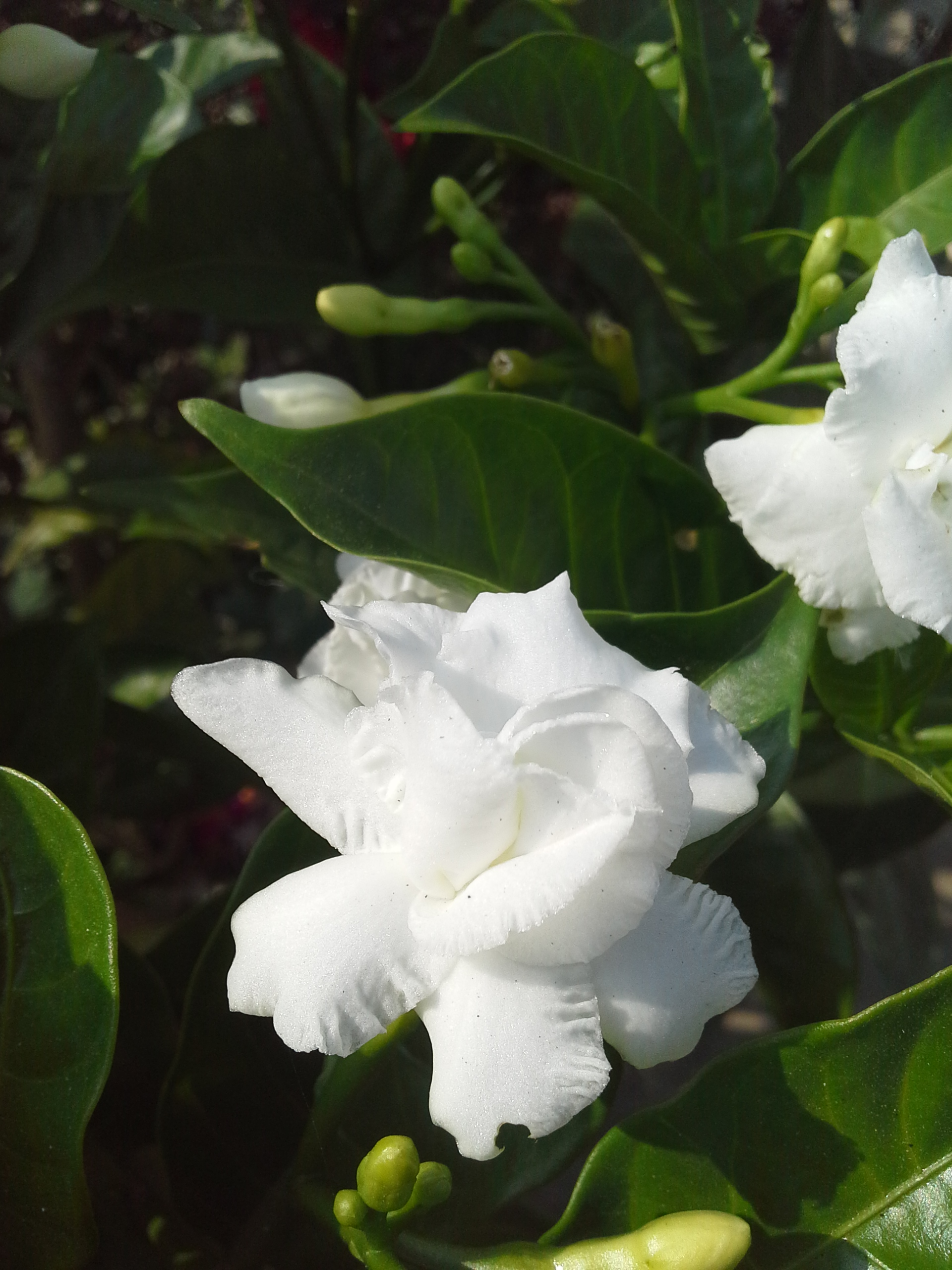
Plnokvětý kultivar jasmínu arabského

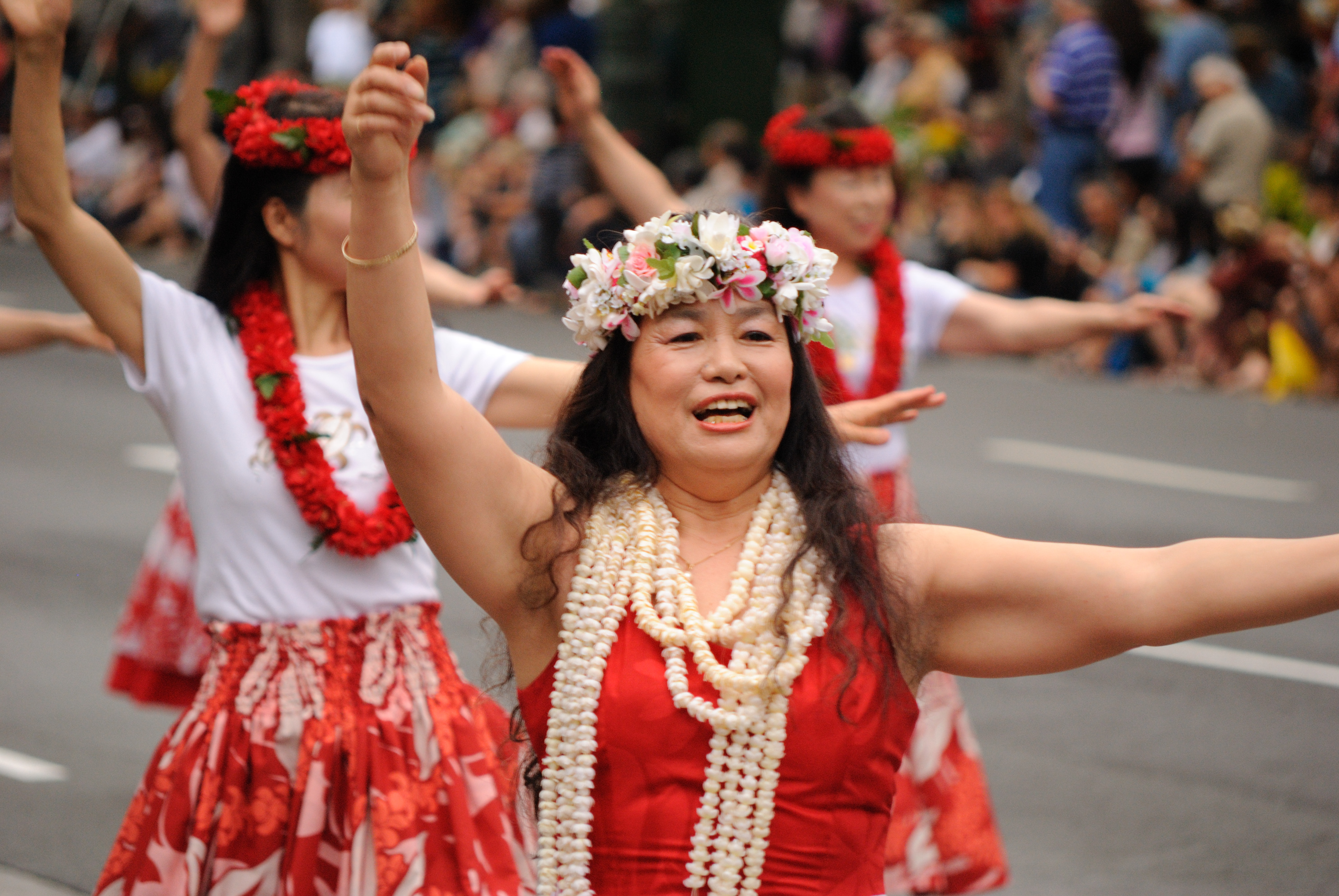
Havajanka ověnčená šňůrou z květů jasmínu

## Jasmín v současné kultuře
V celé řadě asijských zemí je jasmín součástí kultury. Kultivar 'Maid of Orleand' jasmínu arabského s jednoduchými květy je národním květem Filipín. Jasmín arabský je jedním z národních květů Indonésie. Jasmín je rovněž národním květem Sýrie a Pákistánu. Ženské jméno Jasmína je perského původu.
V hinduistické kultuře jsou náhrdelníky z květů jasmínu kladeny kolem krku zvláště váženým hostům. Květy kultivaru 'Belle of India' se zdvojenými korunními plátky jsou zasvěceny bohu Višnu. Na Jávě jsou květy jasmínu arabského tradičně zdobeni novomanželé na svatbě.
V Indii je vůně jasmínu považována za vůni lásky. Na Havaji jsou z květů jasmínu arabského navlékány tradiční květové šňůry, známé jako pikake.

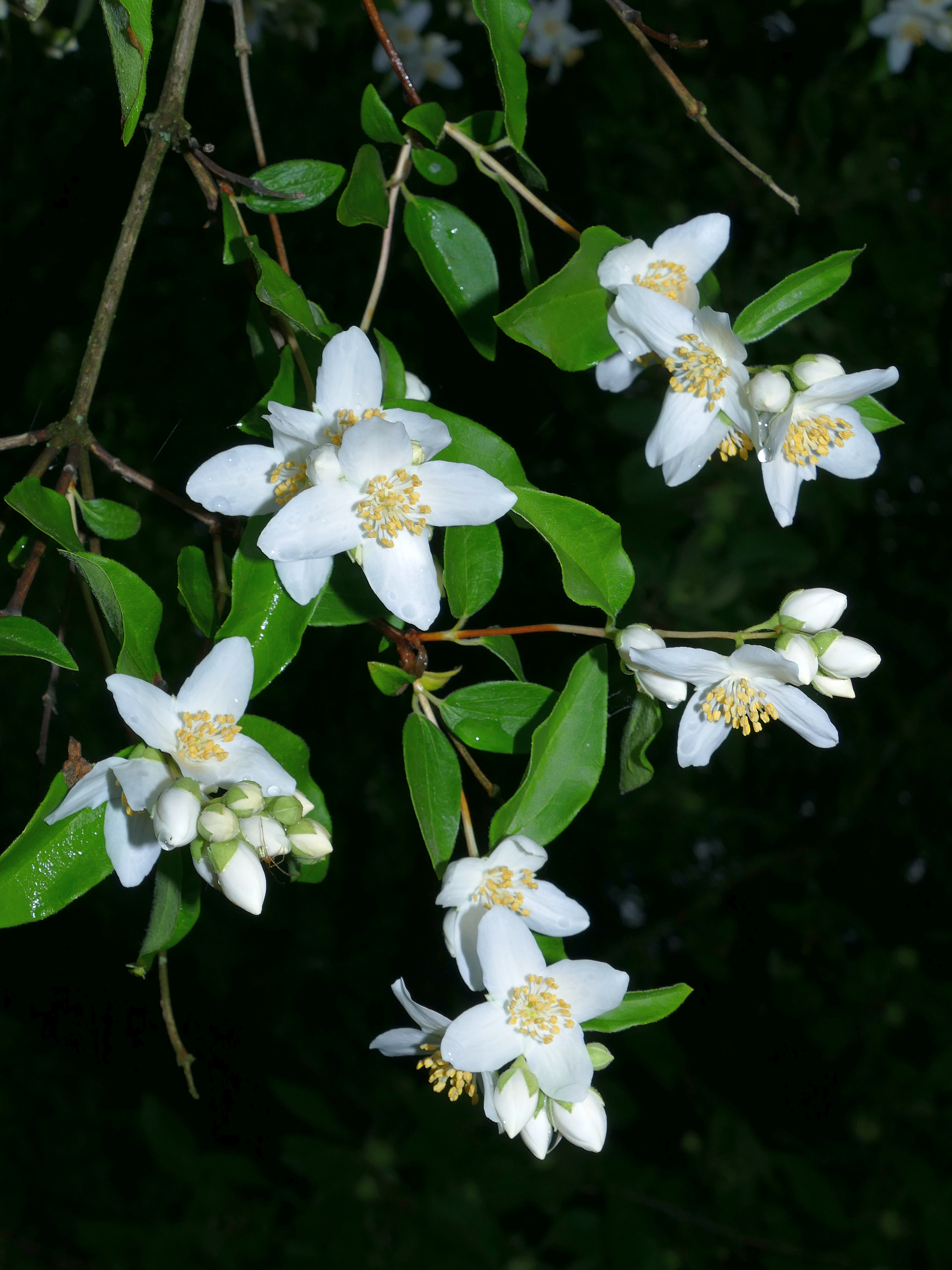
Lidově jasmín, botanicky pustoryl věncový

## Záměna rodů
Protože se jasmín stal symbolem vůně, bývají v lidové mluvě jako jasmín označovány i jiné rostliny s příjemně vonícími květy, zejména bílými.

### Rod jasmín vs. rod pustoryl
V českých zemích se lidovým pojmenováním jasmín míní rostlina z rodu pustoryl z čeledi hortenziovité, zpravidla silně vonící a bíle kvetoucí, například:
- pustoryl věncový (Philadelphus coronarius) pěstovaný v řadě různých kultivarů;
- kulturní kříženec pustoryl červenoskvrnný (Philadelphus × purpureo-maculatus) pěstovaný v různých kultivarech;
- kulturní kříženec pustoryl Lemoineův (Philadelphus × lemoinei) vyšlechtěný zkřížením pustorylu věncového a pustorylu malolistého, který se pěstuje v různých kultivarech;
- kulturní kříženec pustoryl panenský (Philadelphus × virginalis) vyšlechtěný zkřížením pustorylu Lemoinova a Philadelphus nivalis 'Plenus', s velkými, více či méně plnými květy, pěstovaný v řadě kultivarů.

Již Dykův krysař přijímá z rukou Agnes snítku jasmínu.

### Další záměny
- Z rostlin pěstovaných v subtropech bývá s jasmínem (Jasminum) z čeledi olivovníkovité zaměňována jasmínovka vonná (Trachelospermum jasminoides), subtilní, bíle kvetoucí liána z čeledi toješťovité, pěstovaná ve Středomoří jako okrasná popínavá dřevina.
- Jasmín se říká různým druhům rodu tabernemontana (Tabernaemontana) ze stejné čeledi, které jsou v tropech a subtropech často vysazovány jako ekologicky bezpečná náhrada potenciálně invazního „pravého“ jasmínu rodu Jasminum.
- Vůní a bílými květy může jasmín připomínat gardénie jasmínovitá (Gardenia jasminoides), která je pěstována jako tropická okrasná a pokojová rostlina.
- Tropická rostlina s nažloutlými trubkovitými květy kladivník noční (Cestrum nocturnum) bývá nazývána noční jasmín, neboť květy v noci intenzivně sladce voní. Stejně tak ostatním zástupcům rodu Cestrum se lidově říká jasmín.
- Jako „nepravý jasmín“ bývá nazýván jasmínovec, smrtelně jedovatá rostlina z čeledi jasmínovcovité. Jedovaté jsou i výše zmíněné rostliny z čeledi toješťovité.[19][37]